# Cichlasoma scitulum
 Cichlasoma scitulum és una espècie de peix de la família dels cíclids i de l'ordre dels perciformes.

## Morfologia
Els mascles poden assolir els 8,9 cm de longitud total.

## Distribució geogràfica
Es troba a Sud-amèrica: riu Rosario (Uruguai) i afluents del tram inferior del riu Uruguai (Argentina, l'Uruguai i Brasil).